# Dorman
Dorman is een historisch motorfietsmerk.
De motorfietsen werden gebouwd door Dorman Bros, Boedapest van 1920 tot 1937.
Dit was een kleine Hongaarse fabriek die typisch Britse motorfietsen bouwde met 173- tot 499cc-inbouwmotoren van JAP, Villiers en MAG.
Het bedrijf leverde ook vrachtwagen motoren aan Shefflex.